# Övre Flytjärnen
Övre Flytjärnen är en sjö i Arvika kommun i Värmland och ingår i Göta älvs huvudavrinningsområde. Sjön är 4 meter djup, har en yta på 0,0526 kvadratkilometer och befinner sig 236 meter över havet.

## Delavrinningsområde
Övre Flytjärnen ingår i det delavrinningsområde (663777-133314) som SMHI kallar för Utloppet av Östra Flytjärn. Medelhöjden är 268 meter över havet och ytan är 0,94 kvadratkilometer. Räknas de 2 avrinningsområdena uppströms in blir den ackumulerade arean 25,56 kvadratkilometer. Tobyälven som avvattnar avrinningsområdet har biflödesordning 5, vilket innebär att vattnet flödar genom totalt 5 vattendrag innan det når havet efter 327 kilometer. Avrinningsområdet består mestadels av skog (48 procent), jordbruk (10 procent) och sankmarker (10 procent). Avrinningsområdet har 0,05 kvadratkilometer vattenytor vilket ger det en sjöprocent på 5,7 procent.